# Beale Air Force Base
La Beale Air Force Base, citata anche nella sua forma abbreviata Beale AFB, è una base aerea militare gestita dalla United States Air Force situata negli Stati Uniti d'America e in particolare in California, nella contea di Yuba.
Beale AFB è anche un census-designated place (CDP) secondo la classificazione dello United States Census Bureau.